# Xavier Artigas
Xavier Artigas né le 27 mai 2003 est un pilote de moto espagnol.

## Statistiques

### Par saison
(Mise à jour après le  Grand Prix moto de la Communauté valencienne 2023)
| Sais  | Cat.  | Moto   | Course | Vict | Pod | Pole | M.tour | Pts | Class | Titre |
| ----- | ----- | ------ | ------ | ---- | --- | ---- | ------ | --- | ----- | ----- |
| 2019  | Moto3 | Honda  | 1      | 0    | 1   | 0    | 0      | 16  | 26e   | -     |
| 2021  | Moto3 | Honda  | 16     | 1    | 1   | 0    | 2      | 72  | 15e   | -     |
| 2022  | Moto3 | CFMoto | 20     | 0    | 0   | 0    | 0      | 83  | 16e   | -     |
| 2023  | Moto3 | CFMoto | 20     | 0    | 1   | 0    | 0      | 77  | 15e   | -     |
| Total |       |        | 57     | 1    | 3   | 0    | 2      | 248 |       | 0     |

### Statistiques par catégorie
(Mise à jour après le  Grand Prix moto de la Communauté valencienne 2023)
| Catégorie | Année      | 1er GP   | 1er Podium | 1re Victoire | Courses | Victoires | Podiums | Pole | M.tours¹ | Points | Titres |
| --------- | ---------- | -------- | ---------- | ------------ | ------- | --------- | ------- | ---- | -------- | ------ | ------ |
| Moto3     | 2019;2021- | VAL 2019 | VAL 2019   | VAL 2021     | 57      | 1         | 3       | 0    | 2        | 248    | 0      |
| Total     | 2019;2021- |          |            |              | 57      | 1         | 3       | 0    | 2        | 248    | 0      |

### Courses par année
(les courses en gras indiquent la pole position, les courses en italique indiquent le tour le plus rapide)
| Saison | Catégorie | Moto   | 1       | 2       | 3       | 4     | 5      | 6       | 7       | 8      | 9      | 10      | 11     | 12     | 13      | 14      | 15     | 16     | 17     | 18     | 19     | 20     | Classement | Points |
| ------ | --------- | ------ | ------- | ------- | ------- | ----- | ------ | ------- | ------- | ------ | ------ | ------- | ------ | ------ | ------- | ------- | ------ | ------ | ------ | ------ | ------ | ------ | ---------- | ------ |
| 2019   | Moto3     | Honda  | QAT     | ARG     | AME     | SPA   | FRA    | ITA     | CAT     | NED    | GER    | CZE     | AUT    | GBR    | RSM     | ARA     | THA    | JPN    | AUS    | MAL    | VAL 3  |        | 26e        | 16     |
| 2021   | Moto3     | Honda  | QAT Ab. | DOA Ab. | POR Ab. | SPA 9 | FRA 7  | ITA 16  | CAT Ab. | GER 9  | NED 9  | STY DNS | AUT    | GBR 18 | ARA Ab. | RSM Ab. | AME 14 | EMI 9  | ALR 8  | VAL 1  |        |        | 15e        | 72     |
| 2022   | Moto3     | CFMoto | QAT 10  | IND 6   | ARG Ab. | AME 6 | POR 20 | ESP 5   | FRA Ab. | ITA 20 | CAT 10 | GER 13  | NED 5  | GBR 11 | AUT 14  | RSM 20  | ARA 11 | JPN 11 | THA 14 | AUS 14 | MAL 11 | VAL 23 | 16e        | 83     |
| 2023   | Moto3     | CFMoto | POR 8   | ARG 8   | AME 3   | SPA 7 | FRA 7  | ITA Ab. | GER 11  | NED 14 | GBR 21 | AUT 19  | CAT 12 | RSM 17 | IND 12  | JPN Ab. | INA 19 | AUS 16 | THA 14 | MAL 6  | QAT 20 | VAL 19 | 15e        | 77     |

* Saison en cours.
Système d’attribution des points
| Position | 1er | 2e | 3e | 4e | 5e | 6e | 7e | 8e | 9e | 10e | 11e | 12e | 13e | 14e | 15e |
| Points   | 25  | 20 | 16 | 13 | 11 | 10 | 9  | 8  | 7  | 6   | 5   | 4   | 3   | 2   | 1   |

| Couleur | Résultat                     |
| ------- | ---------------------------- |
| Or      | Vainqueur                    |
| Argent  | 2e place                     |
| Bronze  | 3e place                     |
| Vert    | Terminé, dans les points     |
| Bleu    | Terminé, pas dans les points |
| Violet  | Abandon (Ab.) ou (Ret)       |
| Violet  | Non classé (NC)              |
| Rouge   | Pas qualifié (DNQ)           |
| Noir    | Disqualifié (DSQ)            |
| Blanc   | Pas au départ (DNS)          |
| Blanc   | Forfait (WD)                 |
| Blanc   | N'a pas participé (DNP)      |
| Blanc   | Blessé (INJ)                 |
| Blanc   | Exclu (EX)                   |
| Blanc   | Course annulée (C)           |

## Palmarès

### Victoire en Moto3: 1
| Année | Lieu du Grand Prix                           | Circuit            | Ville   |
| ----- | -------------------------------------------- | ------------------ | ------- |
| 2021  | Grand Prix moto de la Communauté valencienne | Circuit de Valence | Valence |